# Discographie de Guy Béart
Cet article recense la discographie de Guy Béart.

## Discographie

### Autres interprètes des chansons de Guy Béart
PATACHOU
Zizi JEANMAIRE
Juliette GRÉCO
Annie FRATELLINI
Lisette JAMBEL
Philippe CLAY
Pia COLOMBO
Simone LANGLOIS
Michèle ARNAUD
Jean-Claude PASCAL
Yves MONTAND
Anthony PERKINS
Béatrice ARNAC